# Nick Schultz
Nicholas (Nick) Schultz (Brisbane, 13 september 1994) is een Australisch wielrenner die sinds 2023 rijdt voor Israel-Premier Tech.

## Carrière
In 2024 behaalde Schultz zijn eerste zege in de World Tour: in de openingsrit van de Ronde van Catalonië trok hij op iets meer dan een kilometer voor de finish ten aanval. In de hellende finishstrook in Sant Feliu de Guíxols bleef hij Tadej Pogačar nipt voor.

## Palmares

### Overwinningen
2011
 Oceanisch kampioen tijdrijden, Junioren
2016
7e etappe Ronde van Bretagne
Jongerenklassement Ronde van Opper-Oostenrijk
7e etappe Ronde van de Toekomst
2019
4e etappe Herald Sun Tour
2021
2e etappe Ronde van Tsjechië
2024
1e etappe Ronde van Catalonië

### Resultaten in voornaamste wedstrijden
| Jaar | Ronde van Italië | Ronde van Frankrijk | Ronde van Spanje |
| ---- | ---------------- | ------------------- | ---------------- |
| 2017 |                  |                     | 111e             |
| 2018 |                  |                     | 75e              |
| 2019 |                  |                     | 63e              |
| 2020 |                  |                     | 25e              |
| 2021 | opgave           |                     | 49e              |
| 2022 |                  | 23e                 |                  |
| 2023 |                  | 39e                 |                  |
| 2024 | opgave           |                     |                  |
| 2025 | 106e             |                     |                  |

| Jaar | Amstel Gold Race | Luik-Bast.‑Luik | Ronde van Lombardije | Waalse Pijl | Clásica San Sebastián |  | WK op de weg |  | Wereldranglijsten |
| ---- | ---------------- | --------------- | -------------------- | ----------- | --------------------- |  | ------------ |  | ----------------- |
| 2017 |                  |                 |                      |             | opgave                |  |              |  |                   |
| 2018 |                  |                 |                      |             | 43e                   |  | opgave       |  | 574e (UWR)        |
| 2019 | 107e             | opgave          |                      | opgave      |                       |  |              |  | 381e (UWR)        |
| 2020 |                  | 22e             |                      | 18e         |                       |  | opgave       |  |                   |
| 2021 |                  |                 | 59e                  |             | 47e                   |  | opgave       |  |                   |
| 2022 |                  | 45e             | 42e                  | 14e         | opgave                |  | 91e          |  |                   |
| 2023 | opgave           | 36e             | 15e                  | 110e        | opgave                |  |              |  |                   |
| 2024 |                  | 57e             | 40e                  | opgave      |                       |  | 46e          |  |                   |
| 2025 | opgave           | 43e             |                      | 85e         |                       |  |              |  |                   |

### Resultaten in kleinere rondes
| Jaar | Tour Down Under | Parijs-Nice | Ronde van Catalonië | Ronde van het Baskenland | Ronde van Romandië | Ronde van Zwitserland | Critérium du Dauphiné |
| ---- | --------------- | ----------- | ------------------- | ------------------------ | ------------------ | --------------------- | --------------------- |
| 2017 |                 |             | buiten tijd         |                          |                    |                       |                       |
| 2018 |                 |             | 54e                 |                          |                    |                       |                       |
| 2019 |                 |             |                     | 60e                      |                    |                       | 59e                   |
| 2020 |                 |             |                     |                          |                    |                       | opgave                |
| 2021 |                 |             |                     |                          |                    |                       |                       |
| 2022 | opgave          |             | opgave              |                          |                    | 26e                   |                       |
| 2023 |                 | 53e         |                     |                          | 55e                | opgave                |                       |
| 2024 | 11e             |             | 43e (1)             |                          |                    |                       |                       |
| 2025 | 81e             |             | 100e                |                          |                    |                       |                       |

(*) tussen haakjes aantal individuele etappeoverwinningen

## Ploegen
- 2014 –  Etixx (stagiair vanaf 1 augustus)
- 2016 –  SEG Racing Academy
- 2016 –  Orica-BikeExchange (stagiair vanaf 27 juli)
- 2017 –  Caja Rural-Seguros RGA
- 2018 –  Caja Rural-Seguros RGA
- 2019 –  Mitchelton-Scott
- 2020 –  Mitchelton-Scott
- 2021 –  Team BikeExchange
- 2022 –  Team BikeExchange Jayco
- 2023 –  Israel-Premier Tech
- 2024 –  Israel-Premier Tech
- 2025 –  Israel-Premier Tech

Cuadros · Dolezel · Ghistelinck · Guérin · Hirt · Hník · D. Hoelgaard · M. Hoelgaard · Kerkhof · Rumac · Spokes · Wisniowski · Schultz (stagiair)
Ariesen · van den Berg · Biermans · Evensen · Jakobsen · Jiang · de Jong · Klaris · Kooistra · Maddux · Norsgaard · Ovett · Schultz · Detant (stagiair)
Albasini · Bewley · Chaves · Cheung · Cort · Docker · Durbridge · Edmondson · Ewan · Gerrans · Haig · Hayman · Hepburn · Howson · Impey · Juul-Jensen · Keukeleire · Matthews · Meier · Mezgec · Plaza · Power · Tuft · Txurruka · Verona · A.Yates · S.Yates · Schultz (stagiair)
Aranburu · Arroyo · Benito · Butler · Celano · Ferrari · Irisarri · Lastra · Mas · Molina · Oien · Page · Pardilla · Prades · Reis · Rosón · Rubio · Sáez · Schultz · Trofimov · Zabala · Pelegrí (stagiair) · Serrano (stagiair) · Sola (stagiair)
Amezqueta · Aranburu · Benito · Celano · Cuadros · Ferrari · Irisarri · Lastra · Mas · Molina · Moreira · Oien · Pardilla · Reis · Rodríguez · Schultz · Serrano · Silva · Soto · Yssaad · Zabala
Affini · Albasini · Bauer · Bewley · Bookwalter · Chaves · Durbridge · Edmondson · Grmay · Haig · Hamilton · Hayman · Hepburn · Howson · Impey · Juul-Jensen · Meyer · Mezgec · Nieve · Schultz · Scotson · Smith · Stannard · Trentin  · A. Yates · S. Yates
Affini · Albasini · Bauer · Bewley · Bookwalter · Chaves · Durbridge · Edmondson · Grmay · Groves · Haig · Hamilton · Hepburn · Howson · Impey · Juul-Jensen · Konysjev · Meyer · Mezgec · Nieve · Peák · Schultz · Scotson · Smith · Stannard · A. Yates · S. Yates · Zejts
Bauer · Bewley · Bookwalter · Chaves · Colleoni · Durbridge · Edmondson · Grmay · Groves · Hamilton · Hepburn · Howson · Jansen · Juul-Jensen · Kangert · Konysjev · Matthews · Meyer · Mezgec · Nieve · Peák · Schultz · Scotson · Smith · Stannard · Yates · Zejts · Choon (stagiair) · O'Brien (stagiair)
Balmer · Bauer · Bewley · Colleoni · Craddock · Durbridge · Edmondson · Grmay · Groenewegen · Groves · Hamilton · Hepburn · Howson · Jansen · Juul-Jensen · Kangert · Konysjev  · Maas · Matthews · Meyer · Mezgec · O'Brien · Peña · Reinders (vanaf 23/8) · Schultz · Scotson · Smith · Sobrero · Stewart · Yates · Bogusławski (stagiair) · De Pretto (stagiair) · Foldager (stagiair)
Berwick · Boivin · Clarke · Einhorn · Frigo · Froome · Fuglsang · Gee · Goldstein · Hermans · Hollenstein · Hollyman · Houle · Impey · Jones · Neilands · Nizzolo · Pozzovivo (vanaf 6/3) · Reynders · Riccitello · Sagiv · Schultz · Strong · Teuns · Van Asbroeck · Vanmarcke (tot 7/7) · Williams · Woods · Würtz Schmidt · Zabel · Gilmore (stagiair) · Sheehan (stagiair)
Ackermann · Bennett · Blackmore (vanaf 3/5) · Boivin · Clarke · Einhorn · Frigo · Froome · Fuglsang · Gee · Hofstetter · Hollyman · Houle · Kogut · Neilands · Pickrell · Raisberg · Riccitello · Sagiv · Schultz · Schwarzmann · Sheehan · Stewart · Strong · Teuns · Van Asbroeck · Vernon · Williams · Woods · Würtz Schmidt · Zabel (tot 2/5) · Brown (stagiair)